# جزيرة إرنست تلمان
جزيرة إرنست تلمان هي جزيرة كوبية يبلغ طولها 15 كم (9.3 ميل) وعرضها 500 م (1600 قدم)، سميت على اسم السياسي الشيوعي الألماني إرنست تلمان.